# Gleb Travine
Gleb Leontievitch Travine (en russe : Глеб Леонтьевич Травин), né le 28 avril 1902 à Pskov et mort le 19 octobre 1979 dans la même ville, est un aventurier et cycliste russe. 

## Biographie
Fils d'un forestier, il se passionne très jeune pour la bicyclette grâce à l'aventure d'Onésime Pankratov Petrovich qui a effectué le premier tour du monde à vélo et à celle d'Adolf de Groot qui voyagea ainsi d'Anvers en Belgique jusqu'en Russie et passa à Pskov le 24 mai 1923. 
Militaire à Leningrad, il y étudie la géographie, la zoologie, la botanique et la géodésie et organise son propre tour du monde à vélo mais n'obtient pas l'autorisation de sa hiérarchie.
Installé au Kamtchatka comme ouvrier, il continue à étudier la possibilité de son voyage et commence son périple en 1928 avec une bicyclette rouge cerise pesant 80 kg. Parti de Vladivostok le 25 octobre, il atteint Irkoutsk le 4 février 1929. Il a alors roulé dix à douze heures par jour par des froids de - 50° C et dormi à même le sol. Il traverse ensuite le Kazakhstan et l'Asie centrale, la Transcaucasie, la Crimée et l'Ukraine et rejoint Moscou le 23 septembre puis Mourmansk le 21 novembre. Il décide alors de se lancer à la conquête de l'Arctique. 
Il longe la côte, se nourrit uniquement de poisson cru et des produits de sa chasse mais proche du détroit de Iougor, casse sa pédale gauche. Il met alors deux semaines pour parvenir à la station radio de l'île Vaïgatch (24 mai 1930). Ses orteils du pied gauche étant gelés, il se les coupe avec un couteau pour éviter la gangrène. Le médecin de la station le pensant fou tente de le retenir mais il s'enfuit de nuit. 
Embarqué sur le brise-glace Lénine en mer de Kara, il y est aussi considéré comme totalement aliéné et est fait prisonnier. Débarqué à Port Dickson, il s'évade le 11 septembre et reprend le chemin de la presqu'île de Taïmyr. Au début du mois d'octobre il traverse la Piassina mais tombe à l'eau avec son vélo et manque de mourir gelé. 
Près de la Khatanga, il fait connaissance avec des chasseurs Nganassans. Bien que blessé et affaibli, il continue coûte que coûte son périple. Dans la nuit polaire, il casse son guidon près d'Oust-Olenek et, à la mi-janvier 1931, tombe dans un ravin près de l'embouchure de l'Indiguirka où une famille de Pomors le recueille et lui apporte un traineau trainé par dix chiens pour qu'il puisse sereinement poursuivre son aventure. 
Le 16 juillet 1931, il atteint le cap Dejnev puis, totalement épuisé, le 24 octobre, Petropavlovsk-Kamtchatski où se conclut son voyage. En trois ans, il a parcouru 85 000 km. 
En 1932, il demande officiellement l'autorisation d'effectuer un nouveau tour du monde à vélo mais Staline n'appréciant pas les exploits individuels, lui interdit et le rend suspect d'espionnage à la solde des puissances étrangères. Son Journal qu'il avait confié à sa sœur est brulé par elle, prise de panique, en 1937. 
Pendant la Seconde Guerre mondiale, Gleb Travine devient commandant d'un bataillon de défense côtière puis après guerre, est nommé directeur adjoint de l’École de marine. 
Il est le sujet du livre d'Yves Gauthier Le Centaure de l'Arctique.